# ルチアーノ・ベリオ国際作曲コンクール
ルチアーノ・ベリオ国際作曲コンクール (Luciano Berio International Composition Competition)は、サンタ・チェチーリア音楽院が主催する国際作曲コンクールである。2025年現在はWFIMCに加盟しているが、サンタ・チェチーリア音楽院はかつてベリオの名を付さない国際コンクールを行っていたことがあり、2度目の加盟になる。年齢制限は40歳までである。

## 概要
このコンクールは未発表の応募では参加できず、 大編成オーケストラと室内楽の2作品を同時に提出することが求められる。そして、審査が終わったあとで、その優勝者は3管編成のオーケストラの新曲を作曲することが求められる。演奏会場は指定されており、優勝者スコアとしてUEから出版される。委嘱料は20000ユーロである。
ファイナリストも開示される。

## 過去の優勝者
- 2019 Yikeshan Abudushalamu[3]
- 2023 Enrico Scacciaglia[4]